# 坎貝爾二號鎮區 (密蘇里州格林縣)
坎貝爾二號鎮區（英語：Campbell No. 2 Township）是位於美國密蘇里州格林縣的一個行政鎮區。

## 地方資料
坎貝爾二號鎮區的面積為2.54平方千米，皆為陸地。根據2020年美國人口普查的數據，當地共有人口1812人，而人口密度為每平方千米713.39人。